# Cobertizo para mercancías del Puerto de Castellón

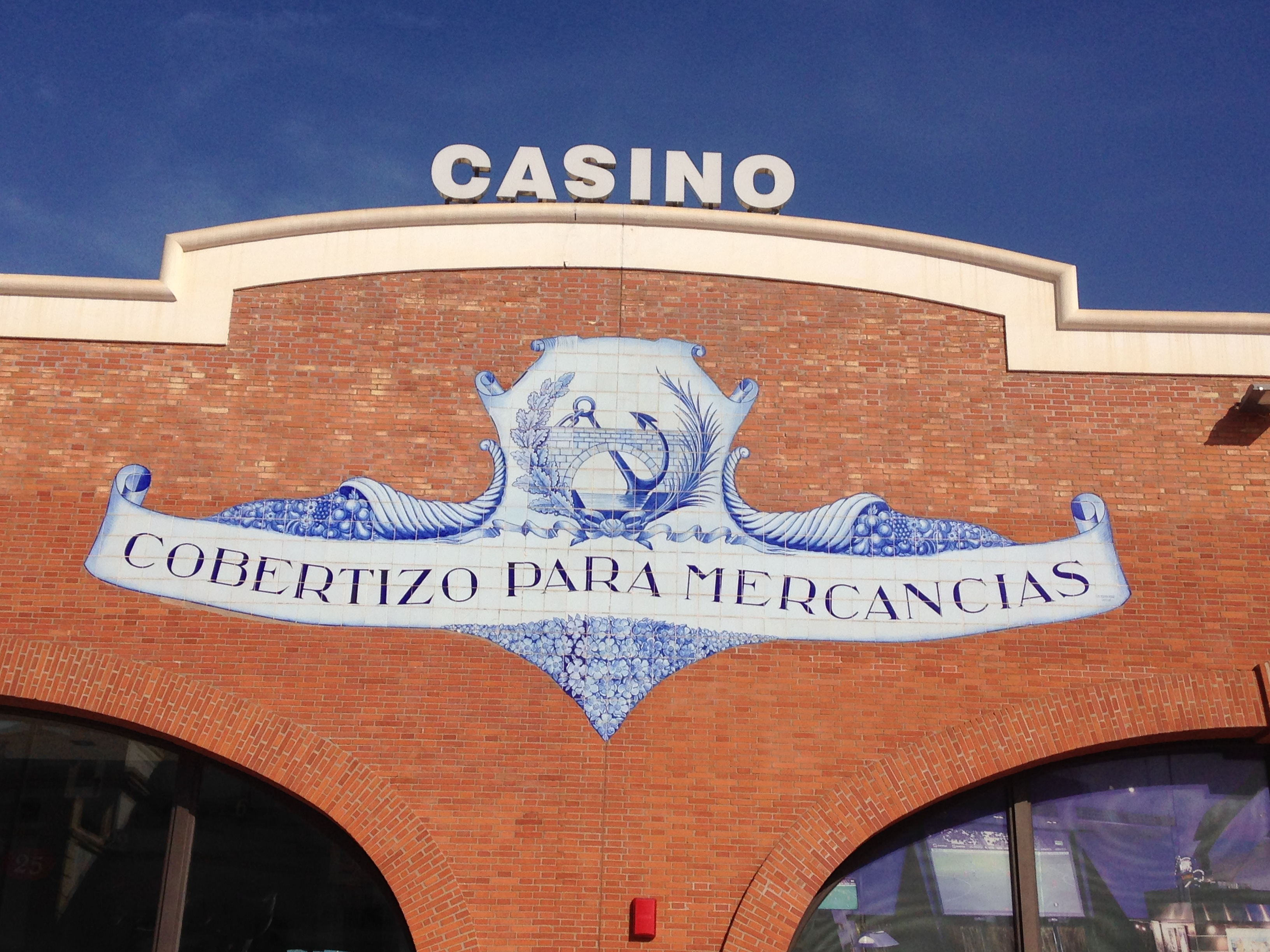
Detalle de los ornamentos cerámicos

El cobertizo para mercancías es una construcción situada en el Puerto de Castellón, en el distrito del Grao del municipio español de Castellón de la Plana.
Inicialmente se construyó en este mismo lugar un cobertizo que solo estuvo en pie 3 años, ya que inmediatamente se cambió el proyecto, bajo la firma del mismo ingeniero, Carlos González-Espresati Sánchez, siendo construido entre 1952 y 1954. En 1970 se amplió el edificio añadiendo nuevos pórticos siguiendo el mismo estilo arquitectónico, de carácter ecléctico. Se trata de una gran nave diáfana formada por 10 crujías que suman 120 m de largo, con bóvedas de hormigón de 21,40 m de luz, independientes entre sí calculadas como  membranas paraboloidebólicas. En los lados cortos, el norte y el sur, dispone de sendos módulos de dos plantas de altura destinados a oficinas. Las fachadas y toda la estructura están trabajadas en ladrillo visto, los accesos principales se abren con un arco escarzano y los laterales con arcos de medio punto. En los módulos de oficinas las ventanas situadas a la cara principal también tienen esta forma. El edificio se remata con una moldura de piedra blanca con bolas sobre las pilastras centrales que otorga ritmo y carácter a la construcción. El tímpano de cada arco se rellenó con una celosía cerámica. Todas las fachadas fueron profusamente decoradas con paneles cerámicos conformados por vía semiseca y decorados por el sistema de trepas. En las fachadas principales al entorno urbano y hacia el mar se puede ver una gran cartela de bordes enrollados donde aparece el texto «COBERTIZO PARA MERCANCIAS» surmontado por el emblema de los ingenieros de caminos, canales y puertos en un pergamino rodeado de sendas cornucopias representando al comercio y debajo de la cartela detalles florales. A ambos lados de las arcadas del cuerpo principal del edificio se pueden encontrar dos paneles circulares con el escudo de la ciudad en losange, timbrada por una corona mural y y dos anclas cruzadas de soportes. Los módulos extremos tienen las esquinas decoradas con plafones con motivos vegetales y en la parte alta una cartela con el texto «SERVICIOS DEL PUERTO» separado en dos por el emblema de los ingenieros.
En 2003 junto a este edificio se inauguró la zona de ocio Puerto Azahar dentro de los planes de apertura del puerto a la ciudad, pero el edificio permaneció sin uso y en mal estado de conservación hasta que en 2006 se decide crear un casino de juegos y sale a licitación a una emporesa privada que lo habilitó para llevar a cabo su nueva función que mantiene en la actualidad.
El edificio fue declarado BRL en 2019 en el marco de la eleboración del nuevo plan general urbanístico de Castellón.